# Kreuzzug der Barone
Der Kreuzzug der Barone in den Jahren von 1239 bis 1241 war ein von der Kirche geförderter Kriegszug in das heilige Land zur Entlastung der Kreuzfahrerstaaten im Kampf gegen die benachbarten Herrschaftsgebiete der Ayyubiden. Der Kreuzzug umfasste zwei Kreuzzugsunternehmen, den Kreuzzug Theobalds von Champagne und den Kreuzzug Richards von Cornwall.
Die Bezeichnung der beiden Unternehmungen als Kreuzzug der Barone rührt daher, dass daran eine große Anzahl von Adligen aus Frankreich und England teilnahmen, die nicht von einem Monarchen geführt wurden.
Obwohl am Ende der beiden Züge die größten Territorialgewinne für die christlichen Kreuzfahrerstaaten seit dem Ersten Kreuzzug (1099) standen, wird der Kreuzzug der Barone in der traditionellen Zählung der Kreuzzüge nicht berücksichtigt. Chronologisch ist er zwischen dem Fünften (1217–1229) und dem Sechsten Kreuzzug (1248–1250) einzuordnen. Ungewöhnlich an diesem Kreuzzug ist auch, dass sein positiver Ausgang weder auf spektakulären Schlachterfolgen noch geschickter Diplomatie beruhte, sondern hauptsächlich der Zerstrittenheit der muslimischen Führer geschuldet war.

## Vorgeschichte
Durch die Heirat der Thronerbin von Jerusalem Isabella von Brienne mit Kaiser Friedrich II. besaß Letzterer seit 1225 den Königstitel von Jerusalem. Bei seinem umstrittenen Kreuzzug hatte Friedrich 1229 mit dem Ayyubiden-Sultan von Ägypten und Syrien, al-Kamil Muhammad I., den Friedensvertrag von Jaffa geschlossen, durch den die Christen unter anderem kampflos in den Besitz der Stadt Jerusalem gelangten. Weil der Kaiser zum damaligen Zeitpunkt mit der Kirchenstrafe der Exkommunikation belegt war und der Papst seinen Kreuzzug verurteilte, wurde der Vertrag von Jaffa weder von der Kirche noch von den Baronen Outremers anerkannt. Erst als Papst Gregor IX. und Kaiser Friedrich II. im Juli 1230 ihre Streitigkeiten im zweiten Vertrag von San Germano vorübergehend beilegten und die Exkommunikation aufgehoben wurde, wurde das Abkommen für die Kreuzfahrerstaaten bindend und der darin verabredete 10-jährige Waffenstillstand anerkannt.

## Aufruf und Vorbereitungen
Die in Jaffa vereinbarte Waffenruhe sollte im August 1239 enden, so dass bereits absehbar war, dass das Königreich Jerusalem zu diesem Zeitpunkt militärische Unterstützung aus Europa gegen die Muslime benötigen würde. Im September 1234 rief Papst Gregor IX. deshalb mit einem Brief das Volk Englands zu einem neuen Kreuzzug ins Heilige Land auf. Im November 1234 folgte auch ein Kreuzzugsaufruf an das Volk Frankreichs. Der gesamte Klerus war gehalten, den Kreuzzug zu predigen. Wie schon beim Fünften Kreuzzug versprach der Papst nicht nur jenen einen Ablass, die am Kreuzzug teilnahmen, sondern auch denen, die sich an den Kosten beteiligten, ohne selbst mitzufahren.
Bei der Kreuzzugspredigt stützte sich der Papst besonders auf den Dominikanerorden, der direkt nach den römischen Direktiven und von lokalen Verhältnissen und Interessen weitgehend unabhängig agieren konnte, so dass eine zentrale Steuerung der Anwerbung möglich war. Ein organisatorisches Problem bestand allerdings darin, dass gleichzeitig auch für Kreuzzugsunternehmen im Lateinischen Kaiserreich von Konstantinopel, in Spanien und gegen die Prußen im Baltikum geworben werden sollte, so dass eine Aufteilung der Ressourcen erfolgen musste, was nicht immer reibungslos verlief, da nicht alle Unternehmen gleich attraktiv waren. Die Predigt für den Überseekreuzzug war indes so erfolgreich, dass der Papst im September 1235 den Prälaten Frankreichs befehlen musste, dafür zu sorgen, dass der Aufbruch nicht früher als im Juli 1239 erfolgte.
Obwohl die Anzahl der Freiwilligen groß war und der einige Zeit zuvor beendete Kreuzzug gegen die Ketzerbewegung der Albingenser in Südfrankreich keine Mittel mehr band, blieb allerdings die Finanzierung problematisch. Die Kirche erhob deshalb spezielle Sondersteuern und Kollekten. Einzelnen Diözesen wurde je ein kreuzfahrender Ritter zugewiesen, für dessen Ausstattung gesammelt werden musste.

## Theobalds Kreuzzug

### Aufbruch
Während sich die Monarchen Frankreichs und Englands aus politischen Gründen nicht bereitfanden, den Kreuzzug zu führen, zeigte sich der Adel in beiden Ländern für den Kreuzzugsgedanken weiterhin sehr empfänglich. Obwohl im Pontifikat Gregors IX. zahlreiche andere Kreuzzugsunternehmen kirchenrechtlich der Jerusalemfahrt ganz oder teilweise gleichgestellt wurden, galt der Zug ins heilige Land bei den Adressaten weiterhin als besonders attraktiv. Besonders in Frankreich fühlte sich eine große Anzahl Barone zu einer „bewaffneten Pilgerfahrt“ motiviert. Einige der Barone, die das Kreuz nahmen, waren in den vorangegangenen Jahren in einen gescheiterten Aufstand gegen die Regentschaft der Königinmutter, Blanka von Kastilien, verwickelt und wurden vom französischen Klerus zur Bußleistung in Form der Kreuzzugsteilnahme gedrängt.
Im Juli 1239 versammelte sich in Lyon ein großes Heer, bestehend aus französischen Rittern unter der Führung bedeutender Barone, darunter Peter Mauclerc, des ehemaligen Herzogs der Bretagne, Graf Theobald IV. von Champagne, der seit 1234 als Theobald I. auch König von Navarra war, Herzog Hugo IV. von Burgund, Graf Amalrich VII. von Montfort, der auch Connétable von Frankreich war, Graf Heinrich II. von Bar und viele andere.
Die Franzosen planten zunächst, nach Apulien zu ziehen und von Brindisi aus Richtung Outremer in See zu stechen. Allerdings hatte sich in den Sommermonaten die politische Lage in Italien gewandelt, nachdem Kaiser Friedrich II. im Mai 1239 erneut gebannt worden war und sich der Dauerkonflikt mit dem Papst wieder zuspitzte. Die auf päpstlicher wie auf kaiserlicher Seite laufenden Vorbereitungen für bevorstehende Kämpfe verhinderten eine wirksame Unterstützung für den Kreuzzug in Italien. Der Kaiser sperrte die von ihm kontrollierten Häfen für eine Überfahrt in die Levante und der Papst hielt wichtige finanzielle Mittel zurück. In dieser Lage schaltete sich der junge König Ludwig IX. von Frankreich ein, der für eine ausreichende finanzielle Unterstützung des Unternehmens sorgte und den noch nicht ausgebauten Mittelmeerhafen Aigues-Mortes für die Kreuzfahrer öffnete. Die Mehrheit der Teilnehmer schiffte sich letztlich trotzdem in Marseille ein, obwohl dieser Hafen zum Reichsgebiet gehörte. Die Passage gestaltete sich problematisch, da sich die Flotte in einem Sturm zerstreute und einige Schiffe nach Sizilien abgedrängt wurden. Theobald von Navarra-Champagne erreichte am 1. September 1239 Akkon, wo in den folgenden Tagen auch der große Rest der Flotte eintraf.

### Kreuzzugskonzil und politische Situation in Outremer
Die Entscheidung, in Akkon und nicht in Tyrus an Land zu gehen, erfolgte aus politischen Motiven. Der rechtmäßige König von Jerusalem war zu dieser Zeit der Kindkönig Konrad II., für den sein Vater Kaiser Friedrich II. die nominelle Regentschaft beanspruchte. Der Adel und der Klerus von Jerusalem, vertreten in der Haute Cour, standen allerdings seit Jahren in erbitterter Opposition zum Kaiser (Lombardenkrieg) und sprachen ihm das Recht auf die Regentschaft ab. Sie hatten in Akkon ihre eigene Regierung errichtet, während sich der kaiserliche Statthalter Richard Filangieri lediglich in Tyrus halten konnte. Da sie schon bei ihrem Aufbruch in Europa vom Kaiser behindert wurden, entschieden sich die Kreuzfahrer bewusst, nach Akkon zu segeln, da sie nur von den dortigen Baronen eine ernsthafte Unterstützung erwarten konnten.
Bevor die Kreuzfahrer und die Ritter des Königreichs Jerusalem den Kampf gegen die Ayyubiden aufnahmen, verhandelte man in einem gemeinsamen Konzil zunächst über die Organisation und Planung der Kriegsführung. Theobald von Champagne wurde zum Anführer des Kreuzzuges gewählt, da er als König von Navarra der ranghöchste der Kreuzfahrer war. In den Verhandlungen konnte auch die militärische Unterstützung der drei großen Ritterorden gewonnen werden.
Weitaus schwieriger gestaltete sich aufgrund der komplexen politischen Verhältnisse innerhalb der Ayyubidendynastie die Auswahl eines geeigneten Angriffsziels. Seit dem Tod des Sultans al-Kamil Muhammad I. im März 1238 herrschte zwischen seinen Familienangehörigen ein ständiger Bruderkrieg um die Macht in Ägypten und in Syrien. Aktuell regierte in Kairo der Sultan al-Adil Abu Bakr II., dessen Statthalter in Damaskus aber mit dessen Halbbruder as-Salih Ayyub sympathisierte. Dieser hatte mit seinem Heer in den Wochen zuvor Jerusalem überfallen und lagerte nun in der Nähe von Nablus, weshalb die Kreuzfahrer ihn als gefährlichsten Gegner ansahen. Zwei weitere wichtige Gegner waren der Herr von Karak, an-Nasir Dawud, und der Herr von Baalbek, as-Salih Ismail. Außerdem gab es Ayyubiden-Emire in Homs, Aleppo und Hama, die jeweils eigene politische Interessen verfolgten.
Noch in den Septembertagen veränderte sich die Situation, als as-Salih Ayyub nach einem Verrat innerhalb seines Heeres an an-Nasir Dawud in Karak ausgeliefert und eingekerkert wurde. Dies nutzte as-Salih Ismail umgehend aus und bemächtigte sich der Stadt Damaskus. Da an-Nasir Dawud selbst die Herrschaft in Damaskus angestrebt hatte, verbündete er sich nun mit al-Adil Abu Bakr II., um gegen as-Salih Ismail vorzugehen.
Das Konzil der Kreuzfahrer war unentschlossen, verbrachte den ganzen September und Oktober mit fruchtlosen Debatten, und entschloss sich endlich am 2. November 1239 dazu, entlang der Küste Richtung Süden zu marschieren, um die Zitadelle von Askalon neu zu errichten. Das Kreuzfahrerheer umfasste zu diesem Zeitpunkt etwa 4000 Ritter, von denen etwa die Hälfte von den französischen Baronen, die andere Hälfte von den Baronen Outremers sowie den Ritterorden aufgeboten wurde. Die Festung Askalon sollte der Grafschaft Jaffa Deckung gegenüber Angriffen aus Ägypten bieten. Die Kreuzfahrer beabsichtigten, nach der Sicherung der Südflanke bei Askalon Damaskus anzugreifen.

### Militärischer Misserfolg
Während des Marschs in den Süden offenbarte sich Theobalds mangelnde Autorität als militärischer Führer sowie eine allgemeine Disziplinlosigkeit innerhalb des Heeres. Auf dem Weg setzte sich Peter Mauclerc mit einer Truppe ab, um eine nach Damaskus ziehende Karawane zu überfallen, wobei er nach hartem Kampf reiche Beute machte. Ihn zum Vorbild nahmen sich die Grafen von Bar, Montfort und Jaffa, sowie einige andere Führer, nachdem sie in Jaffa von dem bei Gaza lagernden Heer des Sultans von Ägypten erfahren hatten. Entgegen den ausdrücklichen Befehlen Theobalds, der beabsichtigte das Heer zunächst geschlossen nach Askalon zu führen, setzte sich eine Truppe von etwa 400 Rittern ab, um sofort gegen die Ägypter zu ziehen. In der folgenden Schlacht von Gaza (13. November) erlitten sie eine vernichtende Niederlage, der Graf von Bar fiel, eine große Anzahl Ritter geriet in Gefangenschaft und nur wenigen gelang die Flucht. Als der zu Hilfe gerufene Theobald mit dem Hauptheer das Schlachtfeld erreichte, zogen sich die Ägypter nach Gaza zurück. Er beabsichtigte dem Feind nachzusetzen, wurde aber von den Großmeistern der Ritterorden zurückgehalten, die um das Leben der in Gefangenschaft geratenen Ritter besorgt waren. Theobald zog daraufhin mit dem Hauptheer nach Askalon, wo er sein Lager aufschlug. Wenige Tage später marschierten die Kreuzfahrer entlang der Küste nach Jaffa und kehrten dann nach Akkon zurück. Einziger Erfolg dieses Zugs war der Rückzug des muslimischen Heeres nach Ägypten, was ein Eingreifen des Sultans in Syrien ausschloss.
Die Gründe für den Rückzug der Kreuzfahrer sind unklar: Die Verluste hatten das Kreuzfahrerheer nicht entscheidend geschwächt; entscheidend waren wahrscheinlich Konflikte zwischen den französischen Kreuzfahrern auf der einen und den einheimischen Baronen und Ritterorden auf der anderen Seite. Letztere beide waren daran interessiert, ihre eigenen Besitztümer zu schützen und die Muslime nicht unnötig herauszufordern. Die Großmeister der Ritterorden hielten es für unsinnig, das Heer des Sultans ins ägyptische Hinterland zu verfolgen und so das Hauptheer für die vage Chance zu riskieren, die Gefangenen zu befreien. Auch waren einige einheimische Barone, insbesondere die Ibelins und Odo von Montbéliard, daran interessiert, den Bürgerkrieg gegen den kaiserlichen Statthalter in Tyrus bald wieder aufzunehmen.
Die Niederlage von Gaza und noch viel mehr der Überfall auf seine Karawane provozierte unterdessen eine Reaktion von an-Nasir Dawud, der das nur unzureichend gesicherte Jerusalem besetzte und am 7. Dezember auch die Aufgabe der Davidszitadelle erzwang. Nachdem er der christlichen Besatzung freien Abzug gewährt hatte, zerstörte er die verbliebenen Verteidigungsanlagen der Stadt und zog sich darauf nach Karak zurück.
Zurück in Akkon erhielt Theobald im Frühjahr 1240 ein Bündnisangebot von dem Ayyubiden-Emir von Hama, al-Muzaffar Mahmud. Dieser war ein Feind von as-Salih Ismail und hoffte, mit Hilfe der Kreuzfahrer die Herrschaft über Damaskus erringen zu können. Theobald marschierte daraufhin nach Tripolis, um sich mit den Truppen des Emirs zu vereinigen. Im letzten Moment kündigte der Emir die Allianz jedoch, nachdem die Emire von Homs und Aleppo Druck auf ihn ausgeübt hatten. Enttäuscht musste Theobald im Mai 1240 wieder nach Akkon zurückmarschieren. Dort war inzwischen der neue lateinische Patriarch von Jerusalem, Robert von Nantes, eingetroffen.

### Diplomatische Erfolge

Das heilige Land nach dem Kreuzzug der Barone. Das Königreich Jerusalem in rot, Gebietsgewinne in hellrot.

Inzwischen hatten sich die Verhältnisse auf muslimischer Seite erneut geändert, nachdem an-Nasir Dawud das Bündnis mit Sultan al-Adil Abu Bakr II. von Ägypten aufgekündigt hatte. An-Nasir Dawud hatte gehofft, vom Sultan die Herrschaft in Damaskus zu erhalten, wenn dieser nach Syrien einmarschiert wäre. Da sich der Sultan nach der Schlacht von Gaza wieder nach Ägypten zurückgezogen hatte, waren diese Ambitionen enttäuscht worden. Der Herr von Karak ließ deshalb seinen Gefangenen as-Salih Ayyub frei und verbündete sich mit ihm gegen al-Adil. Noch während beide auf Kairo zumarschierten, wurde der Sultan von seinen eigenen Hofministern gestürzt und as-Salih Ayyub wurde im Juni 1240 zum neuen Sultan von Ägypten ausgerufen.
Da der neue Sultan auch die Herrschaft über Damaskus beanspruchte, um sie an an-Nasir Dawud zu übertragen, wandte sich der dortige Herrscher as-Salih Ismail an Theobald und bot eine Allianz an. Bei einem persönlichen Treffen in Sepphoris vereinbarten beide ein Defensivbündnis gegen den Sultan. Während Theobald die Sicherung der Südgrenze nach Ägypten durch das Königreich Jerusalem garantierte, erhielt er von Seiten des Emirs die Burgen Safed und Beaufort samt dem dazwischen liegenden Land. Da der Emir von Damaskus bei den Templern verschuldet war, sollte ihnen Safed als Kompensation übergeben werden, während die Herrschaft auf Beaufort an Balian von Sidon übertragen wurde.
Auf beiden Seiten wurden die Bedingungen kritisiert. Während auf muslimischer Seite der Imam der großen Moschee von Damaskus freiwillig ins Exil nach Kairo ging, rief auf christlicher Seite die Begünstigung der Templer die Missgunst des Johanniterordens hervor. Die Johanniter nahmen Kontakt zu Sultan as-Salih Ayyub auf und handelten mit ihm im Namen des Königreichs Jerusalem einen eigenen Vertrag aus. Für das Ende der Allianz mit dem Herrn von Damaskus und eine Zusicherung der Neutralität bot der Sultan die Freilassung der Gefangenen von Gaza und die Übergabe von Askalon an. Der Großmeister der Johanniter unterzeichnete diesen Pakt mit den Abgesandten des Sultans in Askalon.
Erneut kam Bewegung ins Mächteverhältnis der Ayyubiden, wodurch wiederum die Christen begünstigt wurden. An-Nasir Dawud hatte sein Bündnis mit as-Salih Ayyub aufgegeben, nachdem auch dieser nicht bereit war, ihn in seinen Ambitionen auf Damaskus zu unterstützen. Um sich gegen seine beiden Vettern in Damaskus und Kairo abzusichern, suchte an-Nasir Dawud einen eigenen Ausgleich mit den Christen und wollte sie als Verbündete gewinnen. Im August 1240 überließ er ihnen daher das östliche Galiläa, das er zuvor as-Salih Ismail abgenommen hatte, einschließlich der Burgen von Tiberias und Tabor.

### Theobalds Abreise
Die durch die Verträge erreichten großen Gebietsgewinne auf Seiten der Christen führten zu Spannungen untereinander. Während die Templer und die Mehrzahl der Barone für ein Bündnis mit Damaskus eintraten, das traditionell ein Verbündeter gegen Ägypten gewesen war, favorisierten die Johanniter den von ihnen ausgehandelten Vertrag mit Kairo. Theobald selbst ließ den von ihm ausgehandelten Vertrag mit Damaskus fallen und erkannte das Abkommen mit Ägypten an, womit er unter den Christen für noch mehr Verwirrung und Zwietracht sorgte. Zugleich drohte dieses Lavieren den Bruch sowohl mit Damaskus als auch mit Kairo zu provozieren.
Mit seinem Heer zog Theobald schließlich nach Askalon, um dort endlich mit der Instandsetzung der verfallenen Verteidigungswerke zu beginnen. Nach Ablauf der Verpflichtungszeit seines Kreuzzugsgelübdes und der andauernden politischen Wirren überdrüssig, stattete er als letzter christlicher König des Mittelalters überhaupt zusammen mit Peter Mauclerc den heiligen Stätten in Jerusalem einen kurzen Pilgerbesuch ab und brach Anfang September 1240 in Akkon mit dem größten Teil des Kreuzfahrerheeres nach Frankreich auf. Zurück blieben lediglich der Herzog von Burgund, der die Bauarbeiten in Askalon leitete, und der Graf von Nevers, der sich der Partei der Templer anschloss.

## Richards Kreuzzug
Der englische Königsbruder Richard von Cornwall hatte schon 1236 mit einigen anderen Baronen Englands, darunter William Longespée of Salisbury und Gilbert Marshal, das Kreuz genommen. Da zu diesem Zeitpunkt noch der Waffenstillstand von Jaffa in Kraft war, gab es allerdings noch keinen Anlass für eine Reise nach Outremer, und verschiedene Ereignisse in England verzögerten weiter den Aufbruch Richards. Im Sommer 1239 bekräftigte er sein Gelübde und stellte parallel zu den Franzosen ein Heer aus englischen Rittern zusammen. Er konnte unter anderem seinen Schwager Simon de Montfort für die Kreuznahme gewinnen, während Gilbert Marshal seine Teilnahme absagte. Die Abreise der Engländer verzögerte sich unter anderem durch den Tod von Richards Frau um ein weiteres Jahr, und erst im Juni 1240 setzten sie nach Frankreich über. Über Paris und durch das Tal der Rhone zogen sie nach Marseille, von wo sie wie zuvor schon die Franzosen über den Seeweg ins Heilige Land reisten. Am 8. Oktober 1240, also nur wenige Tage nach der Abreise Theobalds, erreichte Richard Akkon.
Bei seiner Ankunft fand Richard die Christen vor dem Beginn eines regelrechten Bürgerkriegs vor. Der militärisch erfolglose Kreuzzug von Theobald hatte den Streit zwischen den Christen in Outremer verschärft, ob Kaiser Friedrich II. oder die lokalen Adligen Anspruch auf die Krone von Jerusalem hatten. Die Johanniter hatten sich auf die Seite des in Tyrus residierenden kaiserlichen Statthalters geschlagen, der seit jeher auch von den Deutschrittern unterstützt wurde. Die Templer wiederum genossen die Unterstützung der einheimischen Barone, vor allem des Grafen Walter von Jaffa, sowie des Klerus. Dazu waren sich die Führer der geistlichen Ritterorden uneins, ob die Kreuzfahrerstaaten ein Bündnis mit den Muslimen von Ägypten oder mit denen von Damaskus schließen sollten. Richard von Cornwall genoss im Gegensatz zu Theobald die volle Unterstützung des Kaisers, der sein Schwager war. Von ihm hatte er die Ermächtigung erhalten, in seinem Namen Verträge mit den Muslimen zu schließen, da sich der Kaiser trotz seiner Bannung noch immer als rechtmäßiger Regent des Königreichs Jerusalem betrachtete.
Richard versuchte jedoch, sich aus den Machtkämpfen innerhalb der Kreuzfahrerstaaten herauszuhalten und zog zunächst nach Askalon, um dort den Herzog von Burgund beim Ausbau der Befestigungen zu unterstützen. Im April 1241 empfing er dort Abgesandte des ägyptischen Sultans as-Salih, mit denen er am 23. April 1241 den von Graf Theobald geschlossenen Waffenstillstand bestätigte. Als Ergebnis des Waffenstillstands ließen die Ägypter eine Reihe von gefangenen Franzosen frei. Danach übergab er Askalon an einen Gefolgsmann der kaiserlichen Partei. Zu Kämpfen mit den Muslimen kam es während seines Aufenthalts indes nicht, da sich die Ayyubiden untereinander in einem labilen Gleichgewicht befanden, das keiner von ihnen durch einen neuen Kriegszug gefährden wollte.

## Ende des Kreuzzuges und Folgen
Richard von Cornwall wartete noch die Freilassung der letzten Gefangenen von Gaza ab und brach anschließend nach Ablauf ihrer Gelübde am 3. Mai 1241 mit dem größten Teil seiner Ritter von Akkon in die Heimat auf. Er ließ ein im Inneren gespaltenes Königreich Jerusalem zurück, doch begünstigt durch die zerstrittenen muslimischen Reiche hatte er einen diplomatischen Erfolg erzielt. Durch die Verhandlungen hatte das Königreich Jerusalem seine größte territoriale Ausdehnung seit 1187 erreicht, und der Jordan bildete wieder die Ostgrenze des Königreichs.
Um die zerfahrene innenpolitische Lage im Königreich Jerusalem zu entspannen, richteten sich die Barone des Königreichs schriftlich an Kaiser Friedrich II. und baten um Einsetzung des Simon de Montfort, der offenbar noch im Land war, zum Regenten. Sie glaubten, in ihm einen für sie und den Kaiser akzeptablen Kompromisskandidaten gefunden zu haben, da er nicht vom Papst gebannt und mit dem Kaiser verschwägert war. Außerdem besaß Montfort im heiligen Land in seinem Vetter Philipp von Montfort einen starken familiären Rückhalt. Der Kaiser lehnte das Ansinnen jedoch ab und hielt an seiner persönlichen Regentschaft fest, worauf auch Montfort die Heimreise antrat.
Im Jahr 1243 gelang es den Baronen mit militärischen Mitteln, den kaiserlichen Statthalter aus Tyrus zu vertreiben, und sie konnten nun mit Alice von Champagne, einer Cousine Theobalds IV., eine eigene Regentin wählen, was den inneren Frieden im Königreich weitgehend wiederherstellte. Man suchte nun ein engeres Zusammengehen mit as-Salih Ismail von Damaskus gegen den Sultan as-Salih Ayyub von Ägypten. Dieser warb zum Kampf gegen seinen Onkel Ismail choresmische Freischärler (Khwarezmiyya) in Nordsyrien an, die Syrien verwüsteten und 1244 nach Palästina zogen, wo sie Tiberias plünderten. Anschließend besetzten und plünderten sie ohne eigentlichen Auftrag das unbefestigte Jerusalem und vertrieben die dortigen Christen. As-Salih Ayyub zog im Jahr darauf selbst in die Stadt, die den Kreuzfahrern damit endgültig verloren ging. Diese verbündeten sich daraufhin mit as-Salih Ismail und wurden in der Schlacht von La Forbie von as-Salih Ayyub vernichtend geschlagen, der 1245 auch Damaskus eroberte und das Ayyubidenreich größtenteils wieder unter seiner Oberherrschaft vereinigte.
Somit sahen sich die Kreuzfahrerstaaten erneut in ihrer Existenz bedroht. Um den drohenden Untergang der christlichen Herrschaft noch abzuwenden, führte König Ludwig IX. von Frankreich im Jahr 1248 einen neuen großen Kreuzzug in den Orient, der in der traditionellen Zählung meist als Sechster Kreuzzug bezeichnet wird.

## Quelle
- Guillaume de Nangis, Gesta Sancti Ludovici, hrsg. von M. Daunou in: Recueil des Historiens des Gaules et de la France 20 (1840), S. 328–332